# Agabus fulvaster
Agabus fulvaster är en skalbaggsart som beskrevs av Zaitzev 1906. Agabus fulvaster ingår i släktet Agabus och familjen dykare. Inga underarter finns listade i Catalogue of Life.